# Skilanglauf-Nor-Am-Cup 2015/16
Der Skilanglauf-Nor-Am-Cup 2015/16 war eine von der FIS organisierte Wettkampfserie, die zum Unterbau des Skilanglauf-Weltcups 2015/16 gehörte. Er begann am 5. Dezember 2015 in Canmore und endete mit den Kanadischen Meisterschaften im Skilanglauf 2016 am 26. März 2016 in Whitehorse.  Die Gesamtwertung der Männer gewann Andy Shields und bei den Frauen Dahria Beatty.

## Männer

### Resultate
| 1. Nor-Am-Cup in Canmore, 5. bis 8. Dezember 2015 | 1. Nor-Am-Cup in Canmore, 5. bis 8. Dezember 2015 | 1. Nor-Am-Cup in Canmore, 5. bis 8. Dezember 2015 | 1. Nor-Am-Cup in Canmore, 5. bis 8. Dezember 2015 | 1. Nor-Am-Cup in Canmore, 5. bis 8. Dezember 2015 |
| ------------------------------------------------- | ------------------------------------------------- | ------------------------------------------------- | ------------------------------------------------- | ------------------------------------------------- |
| Datum                                             | Disziplin                                         | Erster Platz                                      | Zweiter Platz                                     | Dritter Platz                                     |
| 5. Dezember 2015                                  | 10 km klassisch                                   | Kevin Sandau                                      | Knute Johnsgaard                                  | Ian Murray                                        |
| 6. Dezember 2015                                  | 15 km Freistil Mst.                               | Kevin Sandau                                      | Knute Johnsgaard                                  | Brian McKeever                                    |
| 8. Dezember 2015                                  | Sprint klassisch                                  | Bob Thompsen                                      | Patrick Stewart-Jones                             | Andy Shields                                      |

| 2. Nor-Am-Cup in Vernon, 12. und 13. Dezember 2015 | 2. Nor-Am-Cup in Vernon, 12. und 13. Dezember 2015 | 2. Nor-Am-Cup in Vernon, 12. und 13. Dezember 2015 | 2. Nor-Am-Cup in Vernon, 12. und 13. Dezember 2015 | 2. Nor-Am-Cup in Vernon, 12. und 13. Dezember 2015 |
| -------------------------------------------------- | -------------------------------------------------- | -------------------------------------------------- | -------------------------------------------------- | -------------------------------------------------- |
| Datum                                              | Disziplin                                          | Erster Platz                                       | Zweiter Platz                                      | Dritter Platz                                      |
| 12. Dezember 2015                                  | Sprint Freistil                                    | Andy Shields                                       | Sebastian Böhmler-Dandurand                        | Knute Johnsgaard                                   |
| 13. Dezember 2015                                  | 15 km Freistil                                     | Kevin Sandau                                       | Knute Johnsgaard                                   | Russell Kennedy                                    |

| 3. Nor-Am-Cup in Thunder Bay, 14. bis 17. Januar 2016 | 3. Nor-Am-Cup in Thunder Bay, 14. bis 17. Januar 2016 | 3. Nor-Am-Cup in Thunder Bay, 14. bis 17. Januar 2016 | 3. Nor-Am-Cup in Thunder Bay, 14. bis 17. Januar 2016 | 3. Nor-Am-Cup in Thunder Bay, 14. bis 17. Januar 2016 |
| ----------------------------------------------------- | ----------------------------------------------------- | ----------------------------------------------------- | ----------------------------------------------------- | ----------------------------------------------------- |
| Datum                                                 | Disziplin                                             | Erster Platz                                          | Zweiter Platz                                         | Dritter Platz                                         |
| 14. Januar 2016                                       | Sprint Freistil                                       | Julien Locke                                          | Patrick Stewart-Jones                                 | Angus Foster                                          |
| 16. Januar 2016                                       | 15 km klassisch                                       | Kevin Sandau                                          | Scott James Hill                                      | Brian McKeever                                        |
| 17. Januar 2016                                       | 30 km Skiathlon                                       | Wettkampf abgesagt                                    | Wettkampf abgesagt                                    | Wettkampf abgesagt                                    |

| 4. Nor-Am-Cup im Mont Sainte-Anne, 30. und 31. Januar 2016 | 4. Nor-Am-Cup im Mont Sainte-Anne, 30. und 31. Januar 2016 | 4. Nor-Am-Cup im Mont Sainte-Anne, 30. und 31. Januar 2016 | 4. Nor-Am-Cup im Mont Sainte-Anne, 30. und 31. Januar 2016 | 4. Nor-Am-Cup im Mont Sainte-Anne, 30. und 31. Januar 2016 |
| ---------------------------------------------------------- | ---------------------------------------------------------- | ---------------------------------------------------------- | ---------------------------------------------------------- | ---------------------------------------------------------- |
| Datum                                                      | Disziplin                                                  | Erster Platz                                               | Zweiter Platz                                              | Dritter Platz                                              |
| 30. Januar 2016                                            | 10 km klassisch                                            | Bob Thompson                                               | Andy Shields                                               | Michael Somppi                                             |
| 31. Januar 2016                                            | 15 km Freistil Verfolgung                                  | Andy Shields                                               | Evan Palmer-Charrette                                      | Brian McKeever                                             |

| 5. Nor-Am-Cup in Cantley, 5. bis 7. Februar 2016 | 5. Nor-Am-Cup in Cantley, 5. bis 7. Februar 2016 | 5. Nor-Am-Cup in Cantley, 5. bis 7. Februar 2016 | 5. Nor-Am-Cup in Cantley, 5. bis 7. Februar 2016 | 5. Nor-Am-Cup in Cantley, 5. bis 7. Februar 2016 |
| ------------------------------------------------ | ------------------------------------------------ | ------------------------------------------------ | ------------------------------------------------ | ------------------------------------------------ |
| Datum                                            | Disziplin                                        | Erster Platz                                     | Zweiter Platz                                    | Dritter Platz                                    |
| 5. Februar 2016                                  | Sprint Freistil                                  | Julien Locke                                     | Sebastian Böhmler-Dandurand                      | Jesse Cockney                                    |
| 6. Februar 2016                                  | 15 km Freistil                                   | Michael Somppi                                   | Kevin Sandau                                     | Russell Kennedy                                  |
| 7. Februar 2016                                  | 20 km klassisch Mst.                             | Andy Shields                                     | Jesse Cockney                                    | Knute Johnsgaard                                 |

| 6. Nor-Am-Cup in Prince George, 19. bis 21. Februar 2016 | 6. Nor-Am-Cup in Prince George, 19. bis 21. Februar 2016 | 6. Nor-Am-Cup in Prince George, 19. bis 21. Februar 2016 | 6. Nor-Am-Cup in Prince George, 19. bis 21. Februar 2016 | 6. Nor-Am-Cup in Prince George, 19. bis 21. Februar 2016 |
| -------------------------------------------------------- | -------------------------------------------------------- | -------------------------------------------------------- | -------------------------------------------------------- | -------------------------------------------------------- |
| Datum                                                    | Disziplin                                                | Erster Platz                                             | Zweiter Platz                                            | Dritter Platz                                            |
| 19. Februar 2016                                         | Sprint klassisch                                         | Bob Thompson                                             | Patrick Stewart-Jones                                    | Andy Shields                                             |
| 20. Februar 2016                                         | 10 km Freistil                                           | Russell Kennedy                                          | Kevin Sandau                                             | Michael Somppi                                           |
| 21. Februar 2016                                         | 20 km klassisch Mst.                                     | Evan Palmer-Charrette                                    | Andy Shields                                             | Patrick Stewart-Jones                                    |

| 7. Nor-Am-Cup in Whitehorse, 20. bis 26. März 2016 | 7. Nor-Am-Cup in Whitehorse, 20. bis 26. März 2016 | 7. Nor-Am-Cup in Whitehorse, 20. bis 26. März 2016 | 7. Nor-Am-Cup in Whitehorse, 20. bis 26. März 2016 | 7. Nor-Am-Cup in Whitehorse, 20. bis 26. März 2016 |
| -------------------------------------------------- | -------------------------------------------------- | -------------------------------------------------- | -------------------------------------------------- | -------------------------------------------------- |
| Datum                                              | Disziplin                                          | Erster Platz                                       | Zweiter Platz                                      | Dritter Platz                                      |
| 20. März 2016                                      | 10 km klassisch                                    | Alex Harvey                                        | Len Väljas                                         | Knute Johnsgaard                                   |
| 22. März 2016                                      | 15 km Freistil                                     | Alex Harvey                                        | Ivan Babikov                                       | Graeme Killick                                     |
| 23. März 2016                                      | Sprint Freistil                                    | Alex Harvey                                        | Len Väljas                                         | Julien Locke                                       |
| 26. März 2016                                      | 50 km klassisch Mst.                               | Alex Harvey                                        | Graeme Killick                                     | Ivan Babikov                                       |

### Gesamtwertung Männer
| Rang | Name                        | Punkte |
| ---- | --------------------------- | ------ |
| 01   | Andy Shields                | 725    |
| 02   | Kevin Sandau                | 724    |
| 03   | Knute Johnsgaard            | 610    |
| 04   | Bob Thompson                | 550    |
| 05   | Patrick Stewart-Jones       | 547    |
| 06   | Michael Somppi              | 507    |
| 07   | Russell Kennedy             | 469    |
| 08   | Brian McKeever              | 465    |
| 09   | Evan Palmer-Charrette       | 441    |
| 010. | Alex Harvey                 | 400    |
| 011. | Julien Locke                | 374    |
| 012. | Scott James Hill            | 343    |
| 013. | Sebastian Böhmler-Dandurand | 335    |
| 014. | Colin Abbott                | 321    |

| Rang | Name                     | Punkte |
| ---- | ------------------------ | ------ |
| 014. | David Palmer             | 321    |
| 016. | Jesse Cockney            | 308    |
| 017. | Alexis Dumas             | 261    |
| 018. | Colin Ferrie             | 259    |
| 019. | Ian Murray               | 244    |
| 020. | Jack Carlyle             | 238    |
| 021. | Alexis Turgeon           | 235    |
| 021. | Graeme Killick           | 235    |
| 023. | Len Väljas               | 210    |
| 024. | Dominique Moncion-Groulx | 209    |
| 025. | Yannick Lapierre         | 196    |
| 026. | Ivan Babikov             | 189    |
| 027. | Julien Lamoureux         | 176    |
| 027. | Erik Carleton            | 176    |

| Rang | Name                      | Punkte |
| ---- | ------------------------- | ------ |
| 029. | Angus Foster              | 174    |
| 030. | Antoine Briand            | 171    |
| 031. | Ricardo Izquierdo‐Bernier | 170    |
| 032. | Philippe Boucher          | 128    |
| 033. | Simon Lapointe            | 119    |
| 034. | David Askwith             | 118    |
| 035. | Scotty Fraser             | 109    |
| 036. | Alexis Morin              | 105    |
| 037. | Antoine Blais             | 81     |
| 038. | Gareth Williams           | 79     |
| 039. | Ryan Jackson              | 56     |
| 040. | Fabian Stocek             | 44     |
| 040. | Joey Foster               | 44     |

## Frauen

### Resultate
| 1. Nor-Am-Cup in Canmore, 5. bis 8. Dezember 2015 | 1. Nor-Am-Cup in Canmore, 5. bis 8. Dezember 2015 | 1. Nor-Am-Cup in Canmore, 5. bis 8. Dezember 2015 | 1. Nor-Am-Cup in Canmore, 5. bis 8. Dezember 2015 | 1. Nor-Am-Cup in Canmore, 5. bis 8. Dezember 2015 |
| ------------------------------------------------- | ------------------------------------------------- | ------------------------------------------------- | ------------------------------------------------- | ------------------------------------------------- |
| Datum                                             | Disziplin                                         | Erster Platz                                      | Zweiter Platz                                     | Dritter Platz                                     |
| 5. Dezember 2015                                  | 5 km klassisch                                    | Sophie Carrier-Laforte                            | Katherine Stewart-Jones                           | Alannah MacLean                                   |
| 6. Dezember 2015                                  | 10 km Freistil Mst.                               | Dahria Beatty                                     | Frederique Vezina                                 | Cendrine Browne                                   |
| 8. Dezember 2015                                  | Sprint klassisch                                  | Dahria Beatty                                     | Cendrine Browne                                   | Jennifer Jackson                                  |

| 2. Nor-Am-Cup in Vernon, 12. und 13. Dezember 2015 | 2. Nor-Am-Cup in Vernon, 12. und 13. Dezember 2015 | 2. Nor-Am-Cup in Vernon, 12. und 13. Dezember 2015 | 2. Nor-Am-Cup in Vernon, 12. und 13. Dezember 2015 | 2. Nor-Am-Cup in Vernon, 12. und 13. Dezember 2015 |
| -------------------------------------------------- | -------------------------------------------------- | -------------------------------------------------- | -------------------------------------------------- | -------------------------------------------------- |
| Datum                                              | Disziplin                                          | Erster Platz                                       | Zweiter Platz                                      | Dritter Platz                                      |
| 12. Dezember 2015                                  | Sprint Freistil                                    | Maya MacIsaac-Jones                                | Andrea Dupont                                      | Marie Corriveau                                    |
| 13. Dezember 2015                                  | 10 km Freistil                                     | Dahria Beatty                                      | Jaqueline Mourão                                   | Andrea Dupont                                      |

| 3. Nor-Am-Cup in Thunder Bay, 14. bis 17. Januar 2016 | 3. Nor-Am-Cup in Thunder Bay, 14. bis 17. Januar 2016 | 3. Nor-Am-Cup in Thunder Bay, 14. bis 17. Januar 2016 | 3. Nor-Am-Cup in Thunder Bay, 14. bis 17. Januar 2016 | 3. Nor-Am-Cup in Thunder Bay, 14. bis 17. Januar 2016 |
| ----------------------------------------------------- | ----------------------------------------------------- | ----------------------------------------------------- | ----------------------------------------------------- | ----------------------------------------------------- |
| Datum                                                 | Disziplin                                             | Erster Platz                                          | Zweiter Platz                                         | Dritter Platz                                         |
| 14. Januar 2016                                       | Sprint Freistil                                       | Andrea Dupont                                         | Jennifer Jackson                                      | Sophie Carrier-Laforte                                |
| 16. Januar 2016                                       | 10 km klassisch                                       | Andrea Dupont                                         | Jennifer Jackson                                      | Sophie Carrier-Laforte                                |
| 17. Januar 2016                                       | 15 km Skiathlon                                       | Wettkampf abgesagt                                    | Wettkampf abgesagt                                    | Wettkampf abgesagt                                    |

| 4. Nor-Am-Cup im Mont Sainte-Anne, 30. und 31. Januar 2016 | 4. Nor-Am-Cup im Mont Sainte-Anne, 30. und 31. Januar 2016 | 4. Nor-Am-Cup im Mont Sainte-Anne, 30. und 31. Januar 2016 | 4. Nor-Am-Cup im Mont Sainte-Anne, 30. und 31. Januar 2016 | 4. Nor-Am-Cup im Mont Sainte-Anne, 30. und 31. Januar 2016 |
| ---------------------------------------------------------- | ---------------------------------------------------------- | ---------------------------------------------------------- | ---------------------------------------------------------- | ---------------------------------------------------------- |
| Datum                                                      | Disziplin                                                  | Erster Platz                                               | Zweiter Platz                                              | Dritter Platz                                              |
| 30. Januar 2016                                            | 5 km klassisch                                             | Cendrine Browne                                            | Sophie Carrier-Laforte                                     | Frederique Vezina                                          |
| 31. Januar 2016                                            | 10 km Freistil Verfolgung                                  | Cendrine Browne                                            | Olivia Bouffard-Nesbitt                                    | Annika Hicks                                               |

| 5. Nor-Am-Cup in Cantley, 5. bis 7. Februar 2016 | 5. Nor-Am-Cup in Cantley, 5. bis 7. Februar 2016 | 5. Nor-Am-Cup in Cantley, 5. bis 7. Februar 2016 | 5. Nor-Am-Cup in Cantley, 5. bis 7. Februar 2016 | 5. Nor-Am-Cup in Cantley, 5. bis 7. Februar 2016 |
| ------------------------------------------------ | ------------------------------------------------ | ------------------------------------------------ | ------------------------------------------------ | ------------------------------------------------ |
| Datum                                            | Disziplin                                        | Erster Platz                                     | Zweiter Platz                                    | Dritter Platz                                    |
| 5. Februar 2016                                  | Sprint Freistil                                  | Maya MacIsaac-Jones                              | Jennifer Jackson                                 | Olivia Bouffard-Nesbitt                          |
| 6. Februar 2016                                  | 10 km Freistil                                   | Cendrine Browne                                  | Dahria Beatty                                    | Olivia Bouffard-Nesbitt                          |
| 7. Februar 2016                                  | 15 km klassisch Mst.                             | Dahria Beatty                                    | Cendrine Browne                                  | Katherine Stewart-Jones                          |

| 6. Nor-Am-Cup in Prince George, 19. bis 21. Februar 2016 | 6. Nor-Am-Cup in Prince George, 19. bis 21. Februar 2016 | 6. Nor-Am-Cup in Prince George, 19. bis 21. Februar 2016 | 6. Nor-Am-Cup in Prince George, 19. bis 21. Februar 2016 | 6. Nor-Am-Cup in Prince George, 19. bis 21. Februar 2016 |
| -------------------------------------------------------- | -------------------------------------------------------- | -------------------------------------------------------- | -------------------------------------------------------- | -------------------------------------------------------- |
| Datum                                                    | Disziplin                                                | Erster Platz                                             | Zweiter Platz                                            | Dritter Platz                                            |
| 19. Februar 2016                                         | Sprint klassisch                                         | Dahria Beatty                                            | Olivia Bouffard-Nesbitt                                  | Maya MacIsaac-Jones                                      |
| 20. Februar 2016                                         | 7,5 km Freistil                                          | Dahria Beatty                                            | Olivia Bouffard-Nesbitt                                  | Maya MacIsaac-Jones                                      |
| 21. Februar 2016                                         | 15 km klassisch Mst.                                     | Cendrine Browne                                          | Annika Hicks                                             | Katherine Stewart-Jones                                  |

| 7. Nor-Am-Cup in Whitehorse, 20. bis 26. März 2016 | 7. Nor-Am-Cup in Whitehorse, 20. bis 26. März 2016 | 7. Nor-Am-Cup in Whitehorse, 20. bis 26. März 2016 | 7. Nor-Am-Cup in Whitehorse, 20. bis 26. März 2016 | 7. Nor-Am-Cup in Whitehorse, 20. bis 26. März 2016 |
| -------------------------------------------------- | -------------------------------------------------- | -------------------------------------------------- | -------------------------------------------------- | -------------------------------------------------- |
| Datum                                              | Disziplin                                          | Erster Platz                                       | Zweiter Platz                                      | Dritter Platz                                      |
| 20. März 2016                                      | 5 km klassisch                                     | Emily Nishikawa                                    | Dahria Beatty                                      | Katherine Stewart-Jones                            |
| 22. März 2016                                      | 10 km Freistil                                     | Dahria Beatty                                      | Emily Nishikawa                                    | Katherine Stewart-Jones                            |
| 23. März 2016                                      | Sprint Freistil                                    | Dahria Beatty                                      | Olivia Bouffard-Nesbitt                            | Maya MacIsaac-Jones                                |
| 26. März 2016                                      | 30 km klassisch Mst.                               | Emily Nishikawa                                    | Cendrine Browne                                    | Katherine Stewart-Jones                            |

### Gesamtwertung Frauen
| Rang | Name                    | Punkte |
| ---- | ----------------------- | ------ |
| 01   | Dahria Beatty           | 960    |
| 02   | Cendrine Browne         | 800    |
| 03   | Olivia Bouffard-Nesbitt | 601    |
| 04   | Maya MacIsaac-Jones     | 571    |
| 05   | Katherine Stewart-Jones | 552    |
| 06   | Jennifer Jackson        | 529    |
| 07   | Andrea Dupont           | 525    |
| 08   | Sophie Carrier-Laforte  | 515    |
| 09   | Annika Hicks            | 479    |
| 10   | Frederique Vezina       | 438    |

| Rang | Name             | Punkte |
| ---- | ---------------- | ------ |
| 011  | Alannah MacLean  | 392    |
| 012. | Marie Corriveau  | 337    |
| 013. | Kendra Murray    | 320    |
| 014. | Emily Nishikawa  | 300    |
| 015. | Emma Large       | 274    |
| 016. | Annah Hanthorn   | 224    |
| 017. | Jaqueline Mourão | 202    |
| 017. | Emma Camicioli   | 202    |
| 019. | Katherine Weaver | 181    |
| 020. | Sadie White      | 162    |

| Rang | Name                       | Punkte |
| ---- | -------------------------- | ------ |
| 021. | Isabella Howden            | 161    |
| 022. | Mathilde-Amivi Petitjean   | 140    |
| 023. | Alexandra Slobodian        | 123    |
| 024. | Brandy Stewart             | 121    |
| 025. | Sheila Kealey              | 109    |
| 026. | India McIsaac              | 105    |
| 027. | Chiaki Yamamoto            | 102    |
| 027. | Andree-Anne Theberge       | 102    |
| 029. | Catherine Reed-Metayer     | 93     |
| 030. | Christel Pichard‐Jolicoeur | 87     |